# اريك غلاس
اريك غلاس (بالإنجليزية: Eric Glass)‏ هو لاعب كرة قدم أسترالية أسترالي، ولد في 22 فبراير 1910 في نورثام في أستراليا، وتوفي في 29 يوليو 1985 في Ashwood, Victoria ‏ في أستراليا.

## وصلات خارجية
- اريك غلاس على موقع AustralianFootball.com (الإنجليزية)
- اريك غلاس على موقع AFLtables.com (الإنجليزية)